# 파두츠성

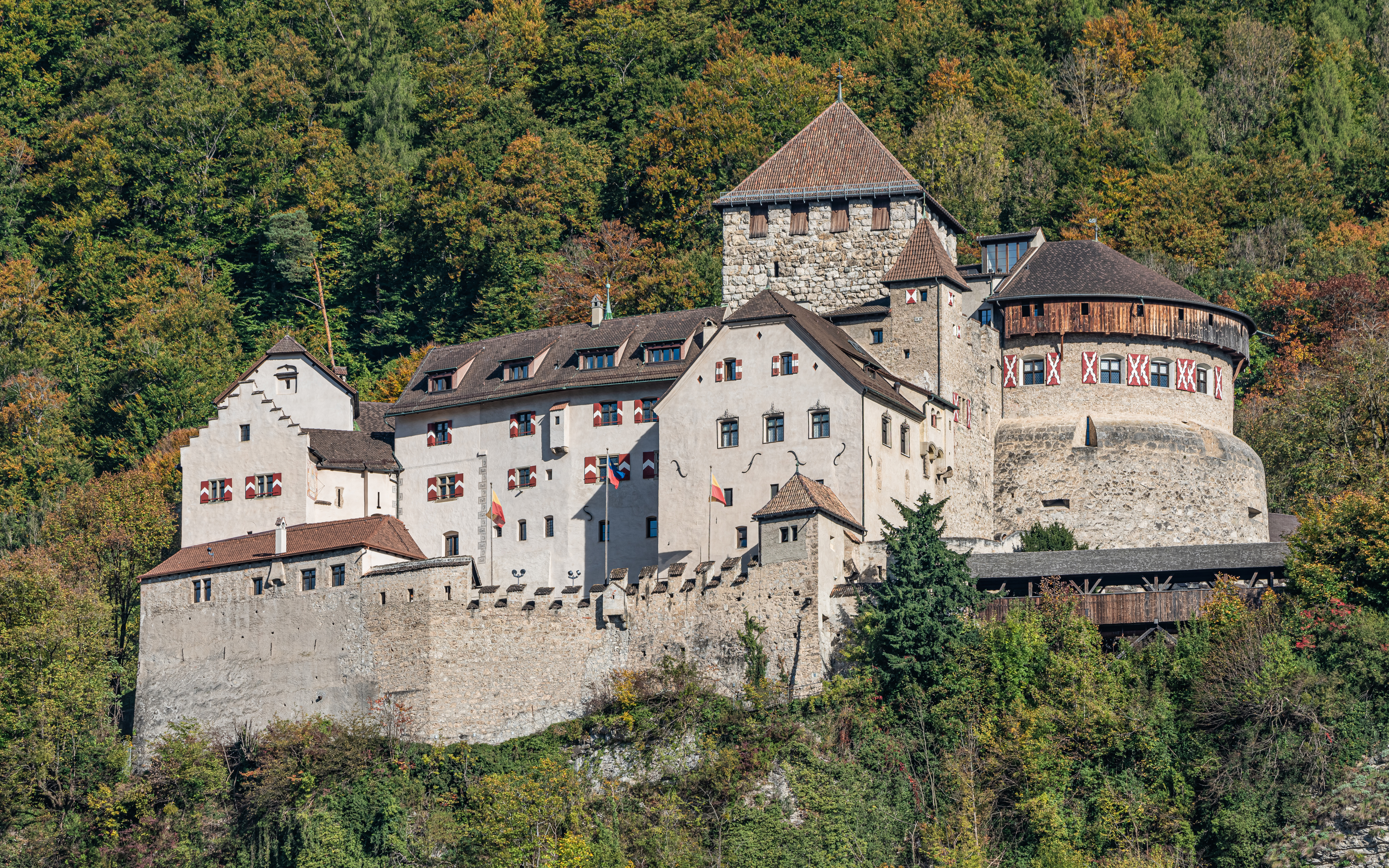
파두츠성

파두츠성(독일어: Schloss Vaduz)은 리히텐슈타인 파두츠에 있는 성으로 리히텐슈타인 공이 살고 있다. 파두츠 인근 언덕 위에 위치하여 있고 파두츠성에서 파두츠를 내려다볼 수 있다.

## 같이 보기
- 발티체